# 나영돈
나영돈(羅永暾, 1963년 ~ )는 대한민국의 공무원이다.

## 학력
- 대구능인고등학교 졸업
- 한국외국어대학교 용인캠퍼스 아프리카어학과 졸업
- 서울대학교 행정대학원 행정학 석사
- 파리 국립기술직업대학교 대학원 경제학 박사

## 경력
- 1990년 제34회 행정고시 합격
- 2003년 8월 노동부 장애인고용과 과장
- 2008년 7월 노동부 사회적기업과 과장
- 2009년 5월 노동부 고용정책과 과장
- 2010년 9월 고용노동부 고용서비스정책관
- 2013년 4월 고용노동부 직업능력정책관
- 2015년 2월 고용노동부 청년여성고용정책관
- 2017년 2월 고용노동부 노동시장정책관
- 2017년 9월 ~ 2019년 1월 서울지방고용노동청 청장
- 2019년 1월 ~ 2020년 2월 고용노동부 고용정책실 실장
- 2020년 3월 ~ 2023년 5월 한국고용정보원 원장